# Tabla de inmovilización

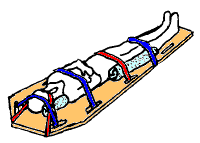
Persona siendo sostenida por una tabla de inmovilización

Una tabla de inmovilización es un dispositivo utilizado principalmente en el cuidado del trauma prehospitalario. Está diseñado para proporcionar soporte rígido durante el traslado de una persona con lesiones en la columna o en las extremidades. Su uso es común entre el personal de ambulancias, socorristas y patrullas de esquí.
Históricamente, las tablas de inmovilización también se usaban con el objetivo de "mejorar la postura" de los jóvenes, especialmente las mujeres.
Debido a la falta de evidencia que respalde su uso prolongado, la práctica de mantener a las personas sobre estas tablas durante largos periodos está disminuyendo.

## Usos
La tabla fue originalmente diseñada como un dispositivo para la extricación vehicular. Con el tiempo, las personas comenzaron a ser trasladadas en tablas de inmovilización, incluso si no había evidencia que justificara la necesidad.
La tabla de inmovilización se utiliza principalmente para transportar a personas que pueden haber sufrido una lesión espinal, generalmente debido al mecanismo de la lesión, y cuando el equipo médico no puede descartar una lesión en la columna. Se recomienda transferir a la persona a una cama hospitalaria lo antes posible. Por razones de confort y seguridad, se recomienda transferir a la persona a un colchón de vacío en lugar de seguir usándose la tabla.
A pesar de su uso histórico, no hay evidencia de que las tablas inmovilicen la columna ni que eviten consecuencias peores en el paciente. Además, restringir el movimiento de la columna cervical ha demostrado aumentar la mortalidad en personas con trauma penetrante, y puede causar dolor, agitación, problemas respiratorios y úlceras por presión.

## Efectos adversos
Los problemas clínicos más comunes asociados con las tablas de inmovilización incluyen el desarrollo de úlceras por presión, insuficiencia en la restricción del movimiento espinal, dolor, incomodidad, problemas respiratorios y efectos en la calidad de las imágenes radiológicas. Por esto, algunos profesionales prefieren otras alternativas.
Se desaconseja que un paciente esté más de 30 minutos en una tabla de inmovilización debido a los problemas de incomodidad y úlceras por presión.

## Construcción
Las tablas de inmovilización se fabrican generalmente de madera o plástico, aunque ha habido un fuerte cambio hacia los tableros plásticos debido a que requieren menos mantenimiento y protegen mejor contra grietas que pueden albergar bacterias. 
Las tablas están diseñadas para ser un poco más anchas y largas que el cuerpo humano promedio, para acomodar las correas de inmovilización, y tienen asas para el transporte del paciente. La mayoría son translúcidas a los rayos X, lo que evita interferencias en los exámenes radiológicos.

## Alternativas
El colchón de vacío puede reducir la presión sacra en comparación con los tableros espinales. Su naturaleza conformante permite mantener a la persona inmovilizada durante más tiempo, ofreciendo mayor estabilidad y comodidad. El dispositivo de evacuación Kendrick es otra alternativa.